# Argent-sur-Sauldre
Argent-sur-Sauldre je naselje in občina v osrednjem francoskem departmaju Cher regije Center. Leta 2006 je naselje imelo 2.285 prebivalcev.

## Geografija
Kraj leži v pokrajini Berry ob reki Grande Sauldre, 55 km severno od Bourgesa. Na ozemlju te in sosednjih občin Clémont ter Cerdon  (departma Loiret) se nahaja 180 hektarjev veliko umetno jezero Étang du Puits, del vodnega kanala reke Sauldre.

## Uprava
Argent-sur-Sauldre je sedež istoimenskega kantona, v katerega so poleg njegove vključene še občine Blancafort, Brinon-sur-Sauldre in Clémont s 5.228 prebivalci.
Kanton Argent-sur-Sauldre je sestavni del okrožja Vierzon.

## Zanimivosti
- cerkev sv. Andreja iz 13. stoletja,
- château de Saint-Maur, zgrajen v letih 1676-78.